# Stryjki (Mazovie)
Pour les articles homonymes, voir Stryjki.

Stryjki (prononciation : [ˈstrɨi̯ki]) est un village polonais de la gmina de Tłuszcz dans le powiat de Wołomin de la voïvodie de Mazovie dans le centre-est de la Pologne.

## Histoire
De 1975 à 1998, le village appartenait administrativement à la voïvodie d'Ostrołęka.